# Batei HaOsef

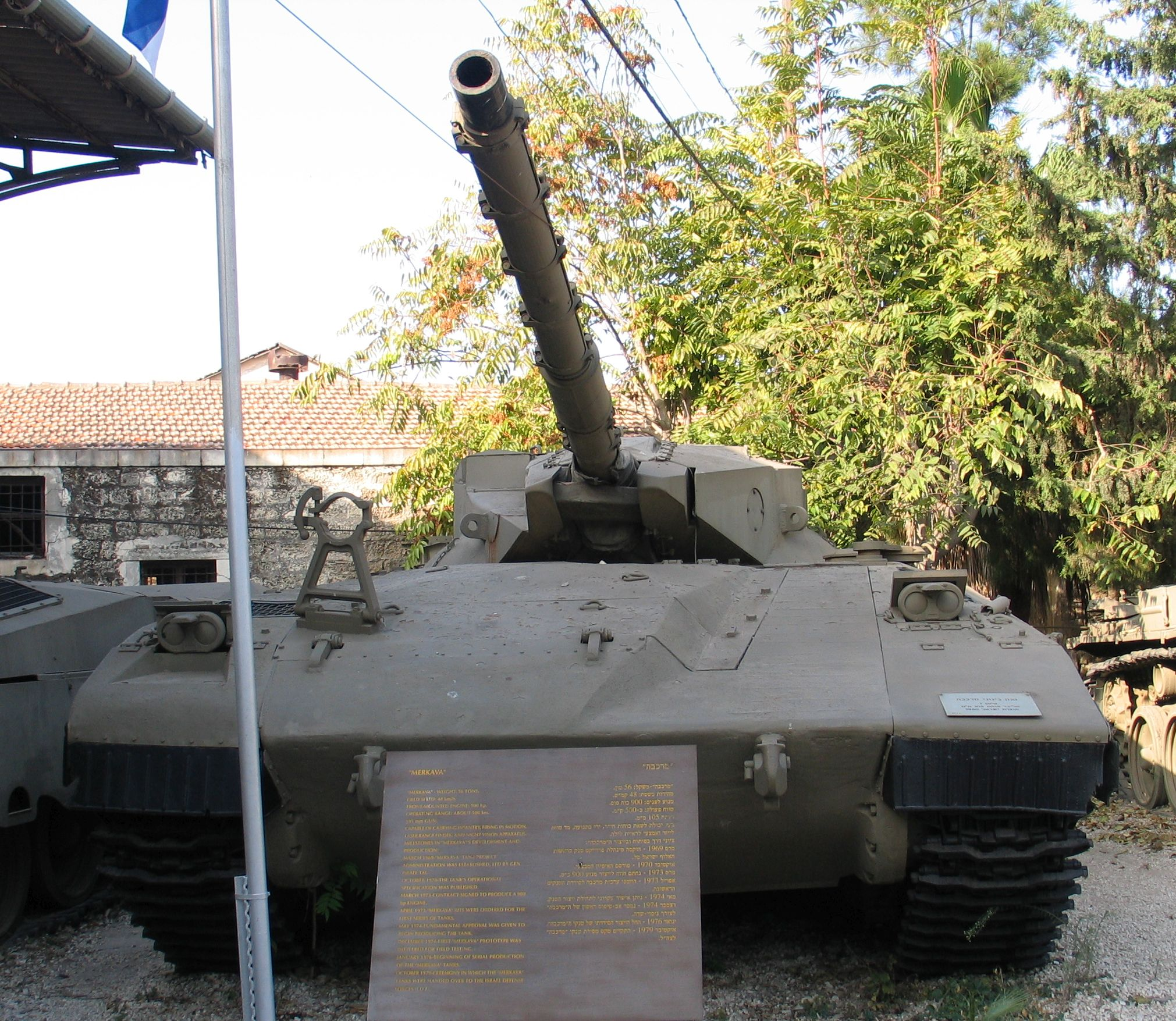
Merkava.

Batei HaOsef (Exército israelense Museu) é um museu que mostra a história de militar de Israel. O museu está em Tel Aviv.